# Les Langoliers (mini-série)
Les Langoliers (The Langoliers) est une mini-série américaine créée d'après le roman court éponyme de Stephen King et diffusée les 14 et 15 mai 1995 sur le réseau ABC.

## Synopsis
Certains des passagers du vol régulier Los Angeles-Boston se sont assoupis dans la cabine. À leur réveil, ils découvrent avec effroi qu'ils ne sont plus que dix à bord et que l'appareil navigue en pilotage automatique. L'équipage, comme la plupart des passagers, a mystérieusement disparu. Les liaisons radio sont coupées, tout n'est qu'obscurité et silence. Heureusement, le commandant Engle, pilote de ligne en déplacement personnel, parvient à prendre les commandes de l'appareil et à atterrir sans encombre. À l'aéroport, les rescapés de cet étrange voyage entrent dans un terminal aussi vide et déserté que l'appareil qu'ils viennent de quitter…

## Fiche technique
- Titre : Les Langoliers
- Titre original : The Langoliers
- Réalisateur : Tom Holland
- Scénario : Tom Holland, d'après l'œuvre de Stephen King
- Musique : Vladimir Horunzhy
- Directeur de la photographie : Paul Maibaum
- Costumes : Linda Fisher
- Directeur artistique : Harry Darrow et Evelyn Sakash
- Maquillage : Joel Harlow et Tom Irvin
- Origine : États-Unis
- Genre : science-fiction horrifique[1]
- Type : mini-série
- Durée : 181 minutes
- Sociétés de production : Laurel Entertainment Inc., Spelling Entertainment Group et Worldvision Enterprises
- Dates de premières diffusions :
  -  États-Unis : 14 et 15 mai 1995 sur ABC
  -  France : 3 octobre 1996 sur M6
  -  Québec : 29 janvier au 19 février 1997 (4 parties) à la Télévision de Radio-Canada
- Classification : Interdit aux moins de 12 ans

## Distribution
- Patricia Wettig (VF : Marie-Christine Adam) : Laurel Stevenson
- Dean Stockwell (VF : Philippe Catoire) : Bob Jenkins
- David Morse (VF : Philippe Peythieu) : Captain Brian Engle
- Mark Lindsay Chapman (VF : Jean-Louis Faure) : Nick Hopewell
- Frankie Faison (VF : Bernard Métraux) : Don Gaffney
- Baxter Harris (VF : Joseph Falcucci) : Rudy Warwick
- Kimber Riddle (de) (VF : Virginie Mery) : Bethany Simms
- Christopher Collet (en) (VF : Eric Aubrahn) : Albert « Ace » Kaussner
- Kate Maberly (VF : Sauvane Delanoë) : Dinah Catherine Bellman
- Bronson Pinchot (VF : Pierre-François Pistorio) : Craig Toomey
- John Griesemer (en) (VF : Marcel Guido) : Roger Toomy
- Tom Holland (VF : Patrick Floersheim) : Harker
- Michael Louden (en) (VF : Bernard Bollet) : Richard Logan
- Kimberly Dakin (VF : Sophie Arthuys) : Doris
- David Forrester (VF : Richard Leblond) : Danny Keene
- Christopher Cooke (VF : Sauvane Delanoë) : Craig Toomy jeune
- Stephen King : Tom Holby

Sources et légende : Version française sur Forum Doublage Francophone

## Production
La mini-série a été tournée presque entièrement à l’aéroport international de Bangor dans le Maine et à l'aéroport international de Los Angeles en Californie au cours de l'été 1994.

## Accueil
Ken Tucker de Entertainment Weekly lui a donné un B, le qualifiant d'un épisode de La Quatrième Dimension étendu à quatre heures mais avec de très bons moments. TV Guide lui a donné une note de 1/4 : « Une mini-série ennuyeuse avec un script sans saveur, des personnages mal développés et des effets spéciaux ridicules. » Tony Scott de Variety qualifie la mini-série de très bonne malgré quelques mauvais effets spéciaux.
Lors de leurs premières diffusions sur la chaîne ABC, les deux parties de la mini-série ont réuni respectivement 29,3 et 32,5 millions de téléspectateurs.

## Sortie vidéo
- La mini série est sortie en DVD Keep Case le 23 octobre 2007 chez CBS en version française et anglaise Dolby Digital avec sous-titres français et anglais au format 1.33:1 plein écran sans suppléments [7].